# Ruairi (Königreich der Inseln)

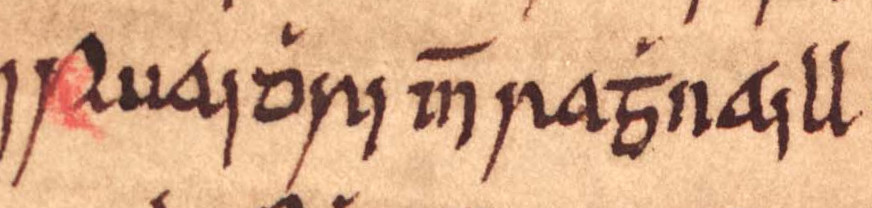
Der Name Ruairis in einem Manuskript aus dem 16. Jahrhundert

Ruairi, König der Inseln (auch Ruaidhri mac Raonaill; englisch Roderick; † 1247) war ein schottischer Adliger. Er war der Begründer der Familie Macruarie.

## Herkunft
Über das Leben von Ruairi ist nur wenig gesichert bekannt. Er war ein Sohn von Ranald, einem der Söhne von Somerled. Nach dem Tod seines Vaters vor 1207 teilte er zusammen mit seinem Bruder Donald dessen Besitzungen auf. Dabei erhielt Ruairi das Garmoran genannte Gebiet zwischen Ardnamurchan und Glenelg in Nordwestschottland. Zu Beginn des 13. Jahrhunderts bildete jedoch die Halbinsel Kintyre den Mittelpunkt seiner Besitzungen, da er in einer Urkunde als dominus de Kintyre bezeichnet wird. Wahrscheinlich beanspruchte er wie sein Vater und sein Bruder den Titel eines Königs der Inseln.

## Aufstieg zum führenden Warlord der westschottischen Inseln
Bereits 1196 war es nahe Inverness zu einer Schlacht zwischen Truppen des schottischen Königs Wilhelm und den Anhängern eines Ruaridh gekommen. Bei diesem handelte es sich wahrscheinlich um Ruairi, der von Thorfinn, einem Sohn von Earl Harald Maddadsson von Orkney und Caithness unterstützt wurde. Der Grund für den Konflikt ist unklar, doch Hvarflod' die zweite Frau von Earl Harald, mit der er in bigamischer Ehe lebte, war eine Tochter des früheren Rebellen Malcolm Macheth. Sie erhob vielleicht Ansprüche auf Ross oder führte seit dem Tod ihres Neffen Aed Macheth 1186 eine Fehde gegen den König. König Wilhelm zog daraufhin 1196 und 1197 selbst nach Moray, um die Region unter seine Kontrolle zu bringen. Zu Beginn des 13. Jahrhunderts wird Ruairi in irischen Annalen als Seeräuber erwähnt. 1209 plünderte er zusammen mit seinem Bruder Donald die Isle of Skye. 1210 töteten sie ihren Onkel Angus und dessen drei Söhne und teilten dessen Besitzungen untereinander auf, wobei unklar ist, welche Inseln und Gebiete unter der Herrschaft von Angus gestanden hatten. Nach dem Vorbild von Sween, der in Knapdale Castle Sween erbaute, ließ Ruairi Mingary und Tioram Castle errichten. 1212 und 1214 unterstützte er den schottischen Magnaten Thomas, Earl of Atholl bei dessen Kämpfen in Irland. 1212 sollen sie mit einer Flotte von 70 Langbooten Derry und Inishowen geplündert haben, 1214 plünderten sie erneut Derry. Aufgrund seines Siegs über Angus galt Ruairi in den 1210er Jahren als bedeutendster Warlord unter den Nachfahren von Somerled.

## Verlust von Kintyre

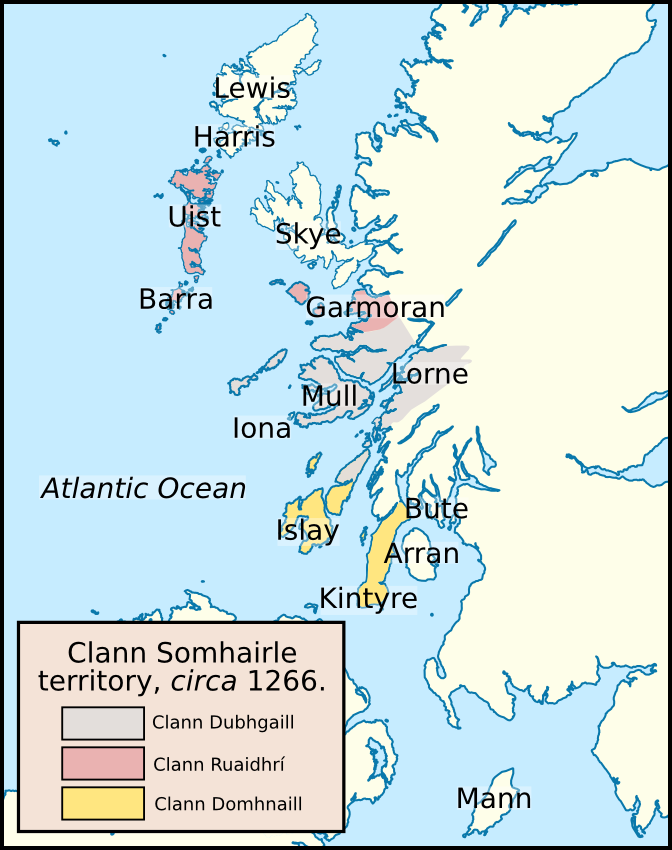
Das Königreich der Inseln um 1266, rot die Besitzungen der Macruairies

Vor 1220 wurde Ruairi aber zu einer Bedrohung für die Politik des schottischen Königs Alexander II., der seinen Einfluss in Westschottland ausweiten wollte. König Ragnvald von Man war mit Ruairi verbündet und hatte vermutlich kurz nach 1200 eine Verwandte, vermutlich eine Schwester oder Tochter von Ruairi geheiratet. Ruairis Verbündeter Ragnvald wurde nach 1220 ein Gegner des schottischen Königs, und Ruairis Besitz von Kintyre war dazu eine Bedrohung des schottischen Anspruchs auf den Besitz von Argyll. Deshalb zerbrach auch vor 1220 das Bündnis zwischen Ruairi und Thomas, Earl of Atholl. 1221 zerstörte Thomas of Atholl eine Flotte der westschottische Inseln, die Krieger zum Kampf gegen die Engländer nach Irland bringen sollte. Der Angriff von Thomas of Atholl war vermutlich gegen Ruairi gerichtet. Auch wenn es keine direkten Belege gibt, gilt es als sicher, dass König Alexander II. 1221 selbst einen Feldzug nach Argyll führte. Dieser Feldzug blieb aber wegen schlechtem Wetter erfolglos. Deshalb unternahm der König zwischen Ende Mai und Anfang Juli 1222 einen neuen Feldzug nach Argyll. Ein Teil der Bewohner unterwarf sich und zahlte Tribut, andere flüchteten. Der König sicherte seinen Sieg mit dem Bau von Burgen bei Dumbarton, Tarbert und einer weiteren Burg auf der Halbinsel Cowal. Vermutlich gehörte Ruairi zu den nicht namentlich genannten Lords, die vor dem König flüchteten. An seiner Stelle ernannte der König Ruairis Bruder Donald zum Lord of Kintyre. Der erfolgreiche Feldzug des Königs zeigte, dass kein Warlord oder Fürst der Hebriden vor den Truppen des schottischen Königs sicher war.

## Weiterer Kampf gegen den schottischen König und Tod
Ruairi führte von seinen verbliebenen Besitzungen in Nordwestschottland den Kampf gegen den schottischen König weiter. Angeblich schon 1223, mit Sicherheit aber ab 1228 unterstützte ein nicht näher genannter Roderick den Rebellen Gillescop Macwilliam, der in Moray einen Aufstand gegen den König führte. Dieser Roderick war sehr wahrscheinlich Ruairi, der nach 1229 den Truppen des Königs und dessen Justiciar William Comyn, Earl of Buchan entkommen konnte, während Gillescop gefangen genommen und hingerichtet wurde. Wohl wegen der Kämpfe in Moray gehörte Ruairi nicht der norwegischen Flotte an, die von 1230 bis 1231 einen Feldzug nach Westschottland führte. Möglicherweise wollte er auch nicht Uspak, den Führer der Flotte, unterstützen, der vom norwegischen König zum König der Inseln ernannt worden war, aber während des Feldzugs an Verwundungen starb. Aufgrund des Scheiterns der Rebellion von Gillescop Macwilliam hatte auch Ruairi einen Großteil seiner Macht und seines Einflusses in Nordschottland verloren. Vermutlich war Ruairi jener MacSomurli, King of Argyll, der als Söldner die irischen Häuptlinge O’Neill und O Domhnaill im Kampf gegen die Engländer unterstützte und dabei 1247 in einer Schlacht bei Ballyshannon getötet wurde.

## Nachkommen
Ruairi hatte mindestens zwei Söhne:
- Dugald Macruairi, King of the Isles († 1268)
- Alan of Garmoran († nach 1284)

Sein Haupterbe wurde zunächst Dugald, der 1248 nach Norwegen reiste, um vom norwegischen König in seinen Besitzungen bestätigt zu werden.